# 1926 en musique classique
| \| • Retour à la chronologie générale de la musique classique • \| |
| Grèce • Rome • Haut Moyen Âge • VIIIe siècle • IXe siècle • Xe siècle • XIe siècle XIIe siècle • XIIIe siècle • XIVe siècle • XVe siècle • XVIe siècle • XVIIe siècle XVIIIe siècle • XIXe siècle • XXe siècle • XXIe siècle |
| • Retour à la chronologie générale de la musique classique • |

| Années en musique classique : 1923 - 1924 - 1925 - 1926 - 1927 - 1928 - 1929    |
| Décennies en musique classique : 1890 - 1900 - 1910 - 1920 - 1930 - 1940 - 1950 |

## Événements

### Créations
- 5 mars : la Sonate pour violoncelle et piano de Vincent d'Indy, créée à Paris, salle des Agriculteurs, par Edwige Bergeron-Brachet au violoncelle et le compositeur au piano.
- 8 avril : la Symphonie no 3, de Leevi Madetoja, créée à Helsinki par l'Orchestre philharmonique d'Helsinki sous la direction du compositeur.
- 9 avril : Amériques, d'Edgard Varèse, créée par l'orchestre de Philadelphie dirigé par Leopold Stokowski.
- 25 avril : Turandot de Giacomo Puccini, créé à la Scala de Milan.
- 2 mai : le Trio pour hautbois, basson et piano et les Chansons gaillardes de Francis Poulenc, créés à Paris.
- 7 mai : Les Malheurs d'Orphée, opéra de Darius Milhaud, à Bruxelles.
- 8 mai : les Chansons madécasses de Maurice Ravel, créées à Rome avec Alfredo Casella au piano.
- 12 mai : la Symphonie no 1 de Dmitri Chostakovitch, créée à Léningrad par l'Orchestre philharmonique de Léningrad, dirigée par Nikolaï Malko.
- 18 juin : Ballet mécanique, de George Antheil, créé au théâtre des Champs-Élysées.
- 26 juin : la Sinfonietta de Leoš Janáček, créée à Prague.
- 16 octobre : Háry János, opéra de Zoltán Kodály, créé à Budapest.
- 21 octobre : le Concerto pour flûte de Carl Nielsen, créé à Paris.
- 28 octobre : la Symphonie no 3 de Willem Pijper, créée à Amsterdam par Pierre Monteux ; Lindaraja de Debussy, créé à Paris par Jean Roger-Ducasse et Marguerite Long.
- 4 novembre : le Concerto pour clavecin de Manuel de Falla, créé à Barcelone par Wanda Landowska, sous la direction du compositeur.
- 9 novembre : Cardillac, opéra de Paul Hindemith, créé à Dresde sous la direction de Fritz Busch.
- 18 novembre : Sonate "dans le caractère populaire roumain" no 3 de Georges Enesco.
- 27 novembre : La version chorégraphique du Mandarin merveilleux, de Béla Bartók, créée à Cologne. La représentation fait un tel scandale que le compositeur renonce à faire représenter le ballet (voir 1928).
- 18 décembre : L'Affaire Makropoulos, opéra de Leoš Janáček , créé à Brno.

Date indéterminée
- La Suite pour violoncelle seul de Gaspar Cassadó.
- Khadoudja, opéra de Roger Jénoc, créé au Nouveau Théâtre, à Paris.
- La oración del torero, quatuor à cordes de Joaquín Turina.

### Autres
- 18 avril : Premier spectacle de danse de Martha Graham à New York.
- 1er octobre : Création de l'Orchestre symphonique de la radio de Prague.
- 18 décembre : Premier concert radiodiffusé de l'Orchestre symphonique national estonien.

## Naissances
- 1er janvier :

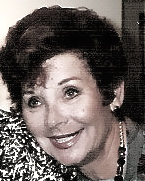
Evelyn Lear

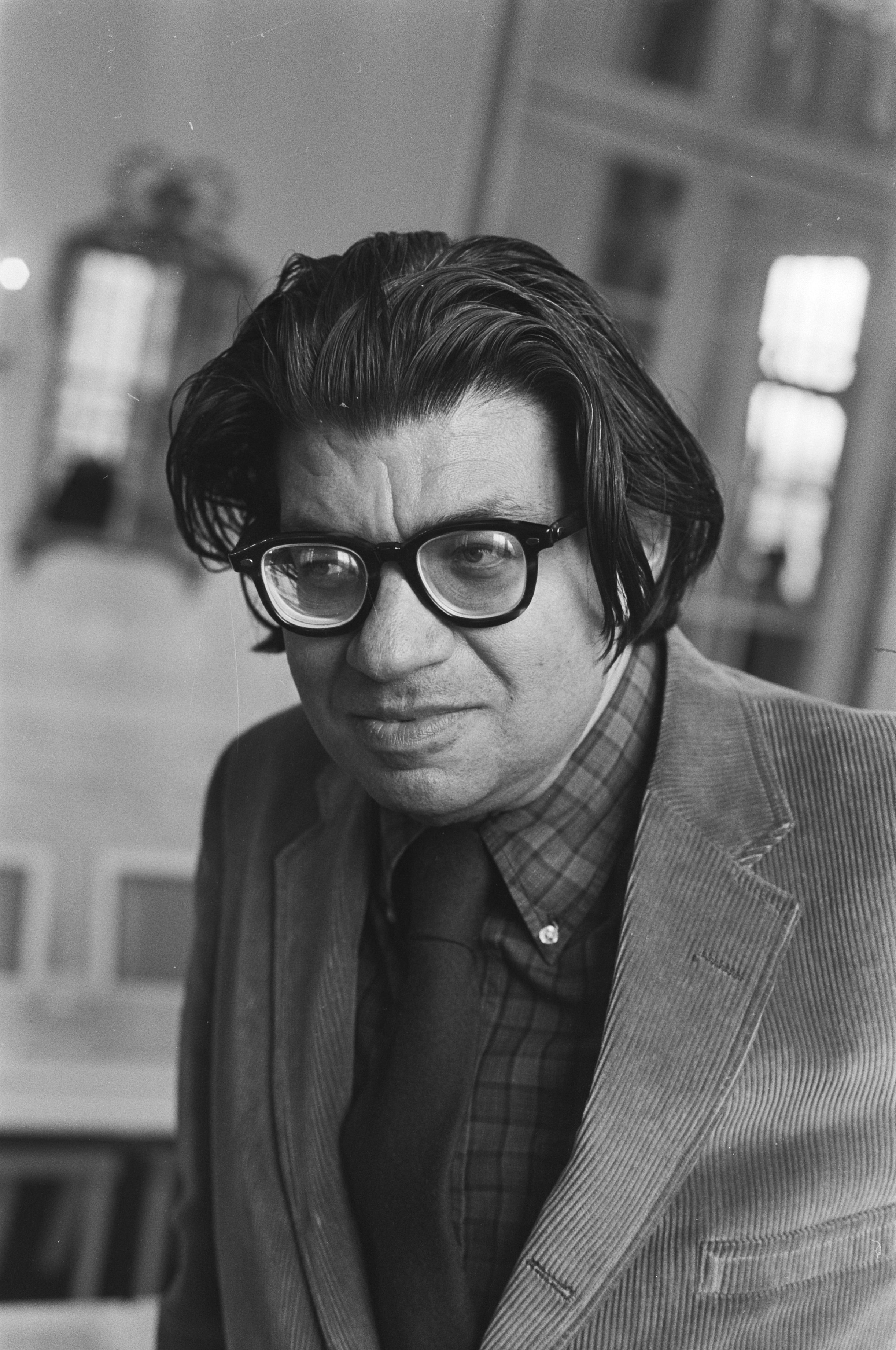
Morton Feldman

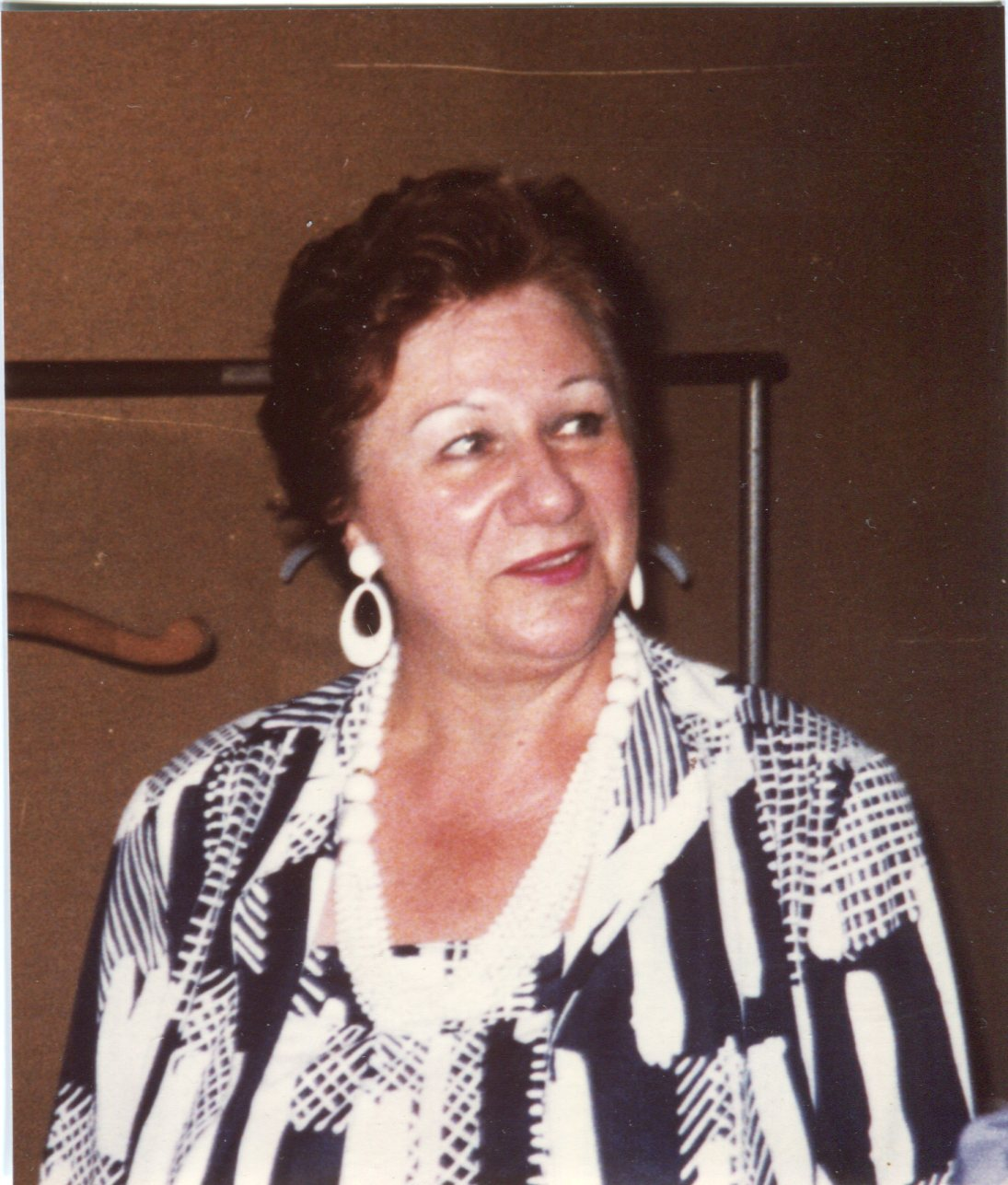
Rita Gorr

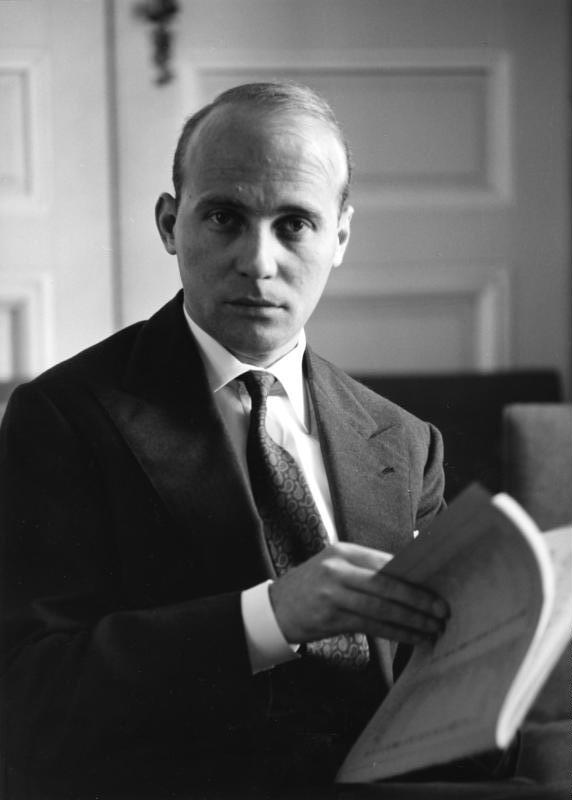
Hans Werner Henze

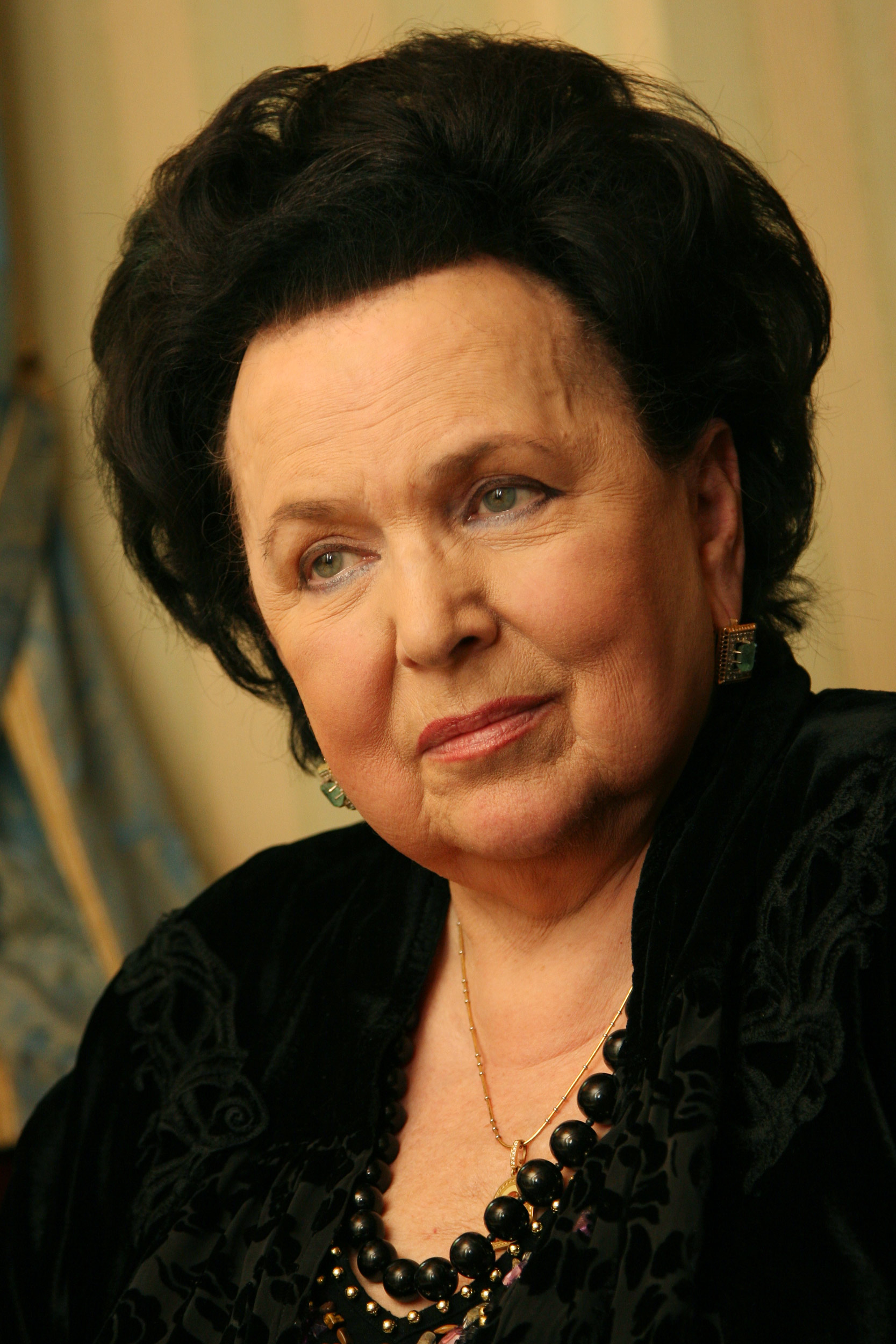
Galina Vichnevskaïa

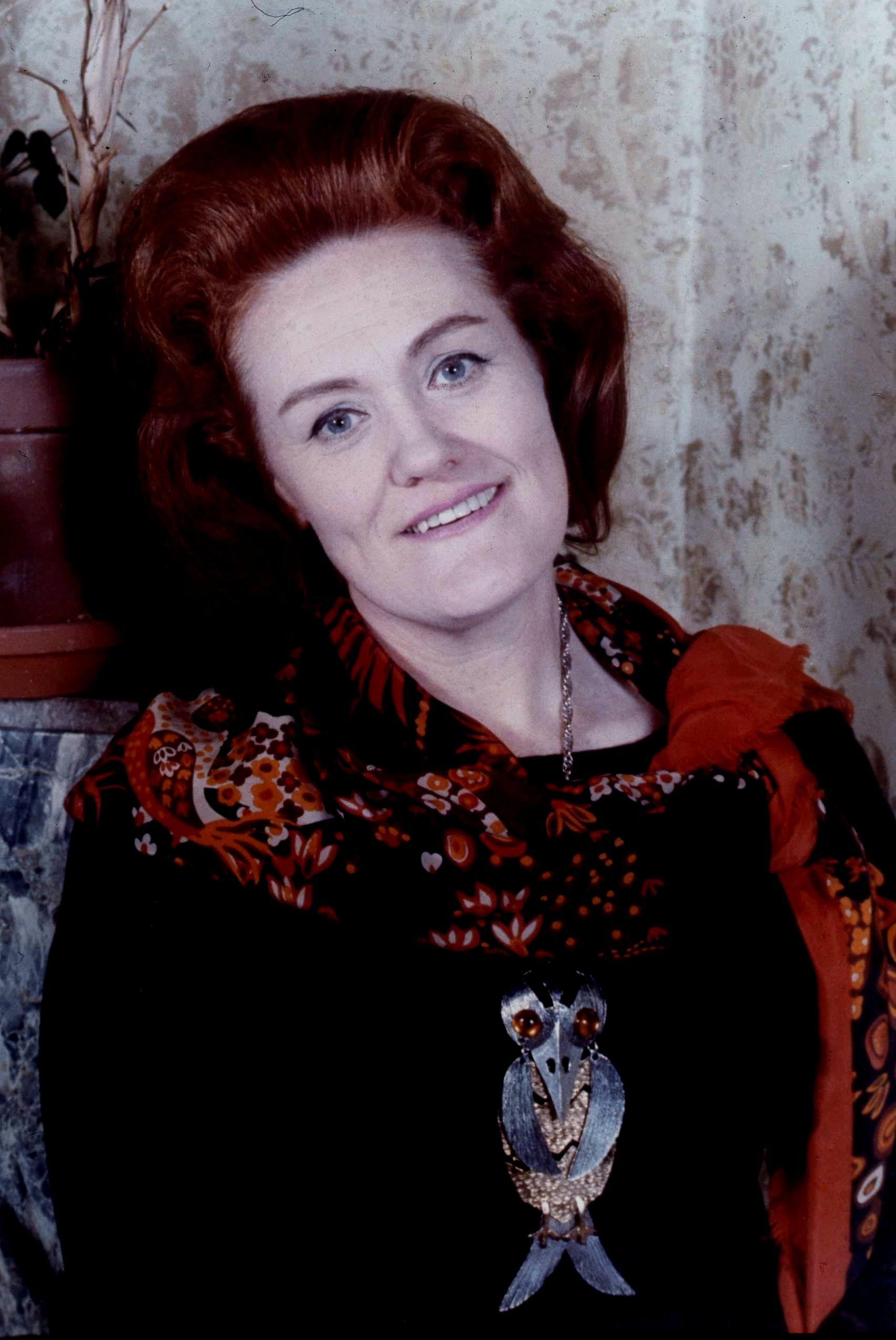
Joan Sutherland

  - Richard Verreau, ténor canadien († 6 juillet 2005).
  - Claire Polin, flûtiste, compositrice et musicologue américaine († 6 décembre 1995).
- 8 janvier :
  - Jani Christou, compositeur grec († 8 janvier 1970).
  - Evelyn Lear, soprano américaine († 1er juillet 2012).
- 12 janvier : Morton Feldman, compositeur américain († 3 septembre 1987).
- 20 janvier : David Tudor, pianiste et compositeur de musique expérimentale des États-Unis († 13 août 1996).
- 21 janvier : Franco Evangelisti, compositeur italien († 28 janvier 1980).
- 22 janvier : Aurèle Nicolet, flûtiste suisse († 29 janvier 2016).
- 30 janvier :
  - Tish Daija, compositeur et joueur de football albanais († 3 octobre 2004).
  - Lizbeth Webb, chanteuse soprano et actrice de théâtre britannique († 17 janvier 2013).
- 1er février : Hélène Charnassé, musicologue française († 4 mai 2023).
- 10 février : György Lehel, chef d'orchestre hongrois († 26 septembre 1989).
- 11 février : Alexander Gibson, chef d'orchestre écossais († 14 janvier 1995).
- 17 février : Friedrich Cerha, compositeur et chef d'orchestre autrichien († 14 février 2023).
- 18 février : Rita Gorr, mezzo-soprano belge († 22 janvier 2012).
- 19 février :
  - Michael Kennedy, biographe, journaliste et écrivain sur la musique classique anglais.
  - György Kurtág, compositeur hongrois.
- 24 février : Isabelle Cazeaux, musicologue franco-américaine († 13 septembre 2023).
- 6 mars : Howard Chandler Robbins Landon, musicologue américain († 20 novembre 2009).
- 9 mars : Celso Garrido Lecca, compositeur péruvien († 11 août 2025).
- 12 mars : Zoltán Kelemen, baryton-basse hongrois († 9 mai 1979).
- 14 mars : François Morel, compositeur canadien († 14 janvier 2018).
- 15 mars : Ben Johnston, compositeur américain († 21 juillet 2019).
- 17 mars : Pierre Cortellezzi, organiste français († 20 novembre 2015).
- 22 mars : Ștefan Gheorghiu, violoniste et pédagogue roumain († 17 mars 2010).
- 24 mars : Ventsislav Yankoff, pianiste bulgare.
- 31 mars : Caspar Diethelm, compositeur suisse († 1er janvier 1997).
- 6 avril : Sergio Franchi, ténor et acteur italien, naturalisé américain († 1er mai 1990).
- 10 avril : Jacques Castérède, compositeur français († 6 avril 2014).
- 11 avril :
  - Victor Bouchard, pianiste et compositeur québécois († 22 mars 2011).
  - Gervase de Peyer, clarinettiste britannique († 4 février 2017).
- 14 avril : Jan Maegaard, musicologue et compositeur danois († 27 novembre 2012).
- 16 avril : Marie Collier, cantatrice soprano australienne († 8 décembre 1971).
- 22 avril : Xavier Depraz, chanteur lyrique et comédien français († 18 octobre 1994).
- 26 avril : Oldřich František Korte, compositeur tchèque († 9 septembre 2014).
- 10 mai : André Krust, pianiste français.
- 17 mai : Marc Honegger, musicologue et chef de chœur († 8 septembre 2003).
- 26 mai : Joseph Horovitz, compositeur et chef d'orchestre britannique († 9 février 2022).
- 30 mai : Édouard van Remoortel, chef d'orchestre belge († 16 mai 1977).
- 1er juin : Igo Hofstetter, compositeur autrichien († 2 mars 2002).
- 6 juin : Klaus Tennstedt, chef d'orchestre allemand († 11 janvier 1998).
- 8 juin : 
  - Anatol Vieru, compositeur, théoricien de la musique et pédagogue roumain († 15 octobre 1998).
  - Janine Charbonnier, compositrice et pianiste française.
- 10 juin : Bruno Bartoletti, chef d'orchestre italien († 9 juin 2013).
- 11 juin : Carlisle Floyd, compositeur américain d'opéras († 30 septembre 2021).
- 1er juillet : Hans Werner Henze, compositeur allemand († 27 octobre 2012).
- 12 juillet : Vojtech Adamec, compositeur, chef d'orchestre et pédagogue slovaque († 27 avril 1973).
- 14 juillet :
  - Gustave Botiaux, artiste lyrique, ténor français.
  - Bohumil Gregor, chef d'orchestre tchèque († 4 novembre 2005).
  - Jan Krenz, compositeur et chef d'orchestre polonais († 15 septembre 2020).
- 16 juillet : Pol Mule, chef d'orchestre français († 10 mars 2012).
- 1er août : Theo Adam, baryton-basse allemand († 10 janvier 2019).
- 5 août : Betsy Jolas, compositrice française.
- 7 août : Jean-Claude Touche, compositeur français († 29 août 1944).
- 10 août :
  - Marie-Claire Alain, organiste française († 26 février 2013).
  - Edwin Carr, compositeur néo-zélandais († 27 mars 2003).
- 15 août : Julius Katchen, pianiste américain († 29 avril 1969).
- 21 août : Ben-Zion Orgad, compositeur israélien († 28 avril 2006).
- 6 septembre : Arthur Oldham, compositeur et chef de chœur britannique († 4 mai 2003).
- 11 septembre : Evgeny Beliaev, ténor soviétique († 21 février 1994).
- 1er octobre : Gerhard Stolze, ténor allemand († 11 mars 1979).
- 5 octobre : Gottfried Michael Koenig, compositeur germano-néerlandais († 30 décembre 2021).
- 7 octobre : Marcello Abbado, pianiste et compositeur italien († 4 juin 2020).
- 15 octobre : Karl Richter, claveciniste et organiste allemand († 15 février 1981).
- 16 octobre : Hansheinz Schneeberger, violoniste suisse († 23 octobre 2019).
- 18 octobre : Marion Stein, pianiste de concert britannique († 6 mars 2014).
- 25 octobre : 
  - Galina Vichnevskaïa, soprano russe († 11 décembre 2012).
  - Anita Välkki, soprano finlandaise († 27 avril 2011).
- 27 octobre : Alan Tyson, musicologue britannique, spécialiste de Mozart et de Beethoven († 10 novembre 2000).
- 29 octobre : Jon Vickers, ténor canadien († 10 juillet 2015).
- 2 novembre : Francis Dhomont, compositeur français de musique électroacoustique († 28 décembre 2023).
- 7 novembre : Joan Sutherland, soprano australienne († 10 octobre 2010).
- 14 novembre : Leonie Rysanek, soprano autrichienne († 7 mars 1998).
- 16 novembre : Ton de Leeuw, compositeur néerlandais († 31 mai 1996).
- 28 novembre : Irina Elcheva, compositrice russe († 8 mai 2013).
- 4 décembre : Fernando Valenti, claveciniste américain († 6 septembre 1990).
- 6 décembre : Luben Yordanoff, violoniste bulgare puis monégasque († 4 septembre 2011).
- 15 décembre : Denis Arnold, musicologue britannique († 28 avril 1986).
- 26 décembre :
  - Earle Brown, compositeur américain de musique contemporaine, improvisée et avant-gardiste († 3 juillet 2002).
  - Raymond Daveluy, organiste, improvisateur, pédagogue et compositeur québécois.
  - Jo Moutet, compositeur, chef d'orchestre et arrangeur français († 8 mars 2002).

Date indéterminée
- Garbis Aprikian, compositeur français issu de la diaspora arménienne.
- Modesta Bor, compositrice vénézuélienne († 1998).
- Montserrat Torrent, pianiste, organiste et professeure de musique espagnole.

## Décès

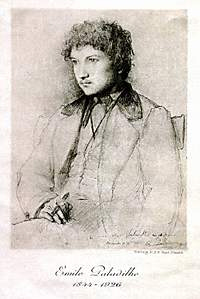
Émile Paladilhe

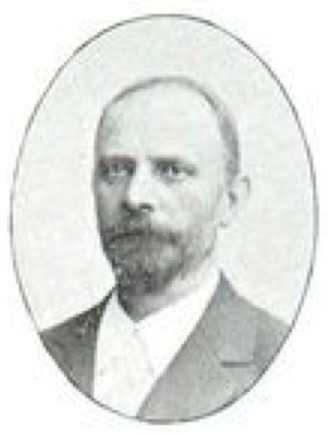
Anton Jörgen Andersen

- 5 janvier : Victor Bendix, pianiste et compositeur danois (° 17 mai 1851).
- 6 janvier : Émile Paladilhe, compositeur français (° 3 juin 1844).
- 15 janvier : Enrico Toselli, pianiste et compositeur italien (° 13 mars 1883).
- 5 février : André Gedalge, compositeur et pédagogue français (° 27 décembre 1856).
- 26 février : Peter Lange-Müller, compositeur et pianiste danois (° 1er décembre 1850).
- 27 février : Elena Teodorini, soprano et mezzo-soprano roumaine (° 25 mars 1857).
- 3 mars : Julius Epstein, pianiste austro-hongrois (° 7 août 1832).
- 24 avril : Eugène Bourdeau, bassoniste, organiste, pédagogue et compositeur français (° 14 juin 1850).
- 21 mai : Gueorgui Catoire, compositeur russe d’origine française (° 27 avril 1861).
- 23 mai : Hans von Koessler, compositeur, organiste, chef d'orchestre et pédagogue allemand (° 1er janvier 1853).
- 29 mai : Antonín Bennewitz, violoniste, chef d'orchestre et pédagogue tchèque (° 26 mars 1833).
- 4 juin : Carolina Ferni, violoniste et soprano italienne (° 20 août 1839).
- 11 juin : Louis Fleury, flûtiste français (° 24 mai 1878).
- 22 juin : Hermann Suter, compositeur, chef d'orchestre et pédagogue suisse (° 28 avril 1870).
- 12 juillet : Charles Wood, compositeur, pédagogue et organiste irlandais (° 15 juin 1866).
- 26 juillet : Ella Adayevskaya, compositrice, pianiste et ethnomusicologue russe (° 22 février 1846).
- 4 septembre : Natela Svanidze, compositrice géorgienne.
- 9 septembre : Anton Jörgen Andersen, compositeur et violoncelliste norvégien (° 10 octobre 1845).
- 12 septembre : Henri Albers, baryton néerlandais naturalisé français (° 1er février 1866).
- 13 septembre : Alfred von Bary, ténor germano-maltais (° 18 janvier 1873).
- 4 novembre : André Wormser, compositeur et pianiste français (° 1er novembre 1851).
- 7 novembre : Aloÿs Claussmann, organiste, pianiste et compositeur français (° 5 juillet 1850).
- 17 décembre : Alexandre Kastalski, musicologue, chef de chœur et compositeur russe (° 28 novembre 1856).
- 31 décembre : Joseph Hollman, violoncelliste et compositeur néerlandais (° 26 octobre 1852).

Date indéterminée
- Maria Antonietta Picconi, compositrice et pianiste italienne (° 23 septembre 1869).